# Gunung Mancang
Gunung Mancang är en kulle i Indonesien.   Den ligger i provinsen Aceh, i den västra delen av landet, 1 700 km nordväst om huvudstaden Jakarta. Toppen på Gunung Mancang är 271 meter över havet, eller 77 meter över den omgivande terrängen. Bredden vid basen är 1,2 km.
Terrängen runt Gunung Mancang är kuperad norrut, men söderut är den platt. Terrängen runt Gunung Mancang sluttar söderut. Runt Gunung Mancang är det mycket glesbefolkat, med 7 invånare per kvadratkilometer. I omgivningarna runt Gunung Mancang växer i huvudsak städsegrön lövskog.